# Eupithecia exactata
Eupithecia exactata är en fjärilsart som beskrevs av Otto Staudinger 1882. Eupithecia exactata ingår i släktet Eupithecia och familjen mätare. Inga underarter finns listade i Catalogue of Life.